# Helen Magill White
Helen Magill White, född 1853, död 1944, var en amerikansk klassicist.
Hon räknas som den första kvinnan som tog en fil kand i USA, då hon to en fil kand i grekiska vid Boston University 1877. 